# Гарсия, Хильдардо
Хильдардо Гарсия (исп. Gildardo García; 9 марта 1954, Медельин — 15 января 2021, Медельин) — колумбийский шахматист, гроссмейстер (1992).
Многократный чемпион Колумбии: 1977—1978, 1985—1987, 1990—1991, 1995 (совместно с Алонсо Сапатой), 2003 и 2006. В 1974 году одержал победу на первом Панамериканском юниорском чемпионате.
В составе сборной Колумбии участник 11-и Олимпиад (1976—1980, 1984—1992, 1996—1998 и 2006).
Умер от последствий COVID-19.

## Изменения рейтинга
| Графики недоступны из-за технических проблем. См. информацию на Фабрикаторе и на mediawiki.org. |